# Renato Granata
Renato Granata (Roma, 13 settembre 1926 – Roma, 19 marzo 2017) è stato un magistrato italiano, presidente della Corte costituzionale dal 4 novembre 1996 al 4 novembre 1999.
Eletto giudice costituzionale dalla Corte di Cassazione il 23 ottobre 1990, giura il 7 novembre 1990. È eletto presidente il 31 ottobre 1996. Ha esercitato le funzioni dal 4 novembre 1996. Cessa dalla carica di presidente il 4 novembre 1999 per compiuto triennio. Cessa dalla carica di giudice il 7 novembre 1999.
Nominato, con DPR del Presidente C. A. Ciampi, Cancelliere dell'Ordine "al Merito della Repubblica Italiana" (O.M.R.I.) dal 4/6/2002 al 1/9/2015.